# شاکه ایسائیان
شاکه روبرتی ایسائیان (ارمنی: Շաքե Ռոբերտի Իսայան؛ زادهٔ ۲۰ ژانویهٔ ۱۹۹۰) یک روزنامه‌نگار و سیاستمدار اهل ارمنستان است که از تاریخ ۲۰۱۷ تا تاریخ ۲۰۲۱ سمت نمایندگی نماینده دوره‌های ششم و هفتم مجلس ملی جمهوری ارمنستان را برعهده داشت.

## زندگی‌نامه
وی در ۲ ژوئن ۱۹۴۴ در هرازدان به دنیا آمد و از دانشگاه پلی‌تکنیک ارمنستان فارغ‌التحصیل گشت. 